# Oligia erratricula
Oligia erratricula är en fjärilsart som beskrevs av Jules Pièrre Rambur. Oligia erratricula ingår i släktet Oligia och familjen nattflyn. Inga underarter finns listade i Catalogue of Life.